# Ringsjöverket
Ringsjöverket är ett vattenverk beläget utanför Stehag i Skåne. Ringsjöverket ägs och drivs av Sydvatten, ett kommunägt bolag med 16 delägarkommuner. Verket togs i drift 1963 och inledningsvis togs vatten från den närbelägna Ringsjön. År 1987 när Bolmentunneln var färdigbyggd övergick Ringsjöverket till att hämta råvatten från Bolmen.
På Ringsjöverket finns ett laboratorium som kontinuerligt tar prover för analyser på råvatten, vatten under beredning och på färdigt dricksvatten.

## Processen
Ringsjöverket tar via Bolmentunneln in i genomsnitt 1 300 liter råvatten per sekund. I verket finns ett antal barriärer för att bereda vattnet till dricksvatten. Först renas råvattnet med kemisk fällning. En kemikalie tillsätts som drar åt sig föroreningar i vattnet. Föroreningarna bildar små flockar som i lamellsedimenteringsbassänger sjunker till botten och tas ut ur reningsprocessen. Därefter leds vattnet in i snabbfilter och filtreras genom en sandbädd för att avskilja de sista flockarna. Nästa steg är långsamfilter med ett skikt av aktiva mikroorganismer som bryter ner organiska ämnen i vattnet. Till sist desinficeras vattnet i förebyggande syfte med en liten mängd klor innan det färdiga dricksvattnet pumpas ut i distributionsnätet.